# Bocce

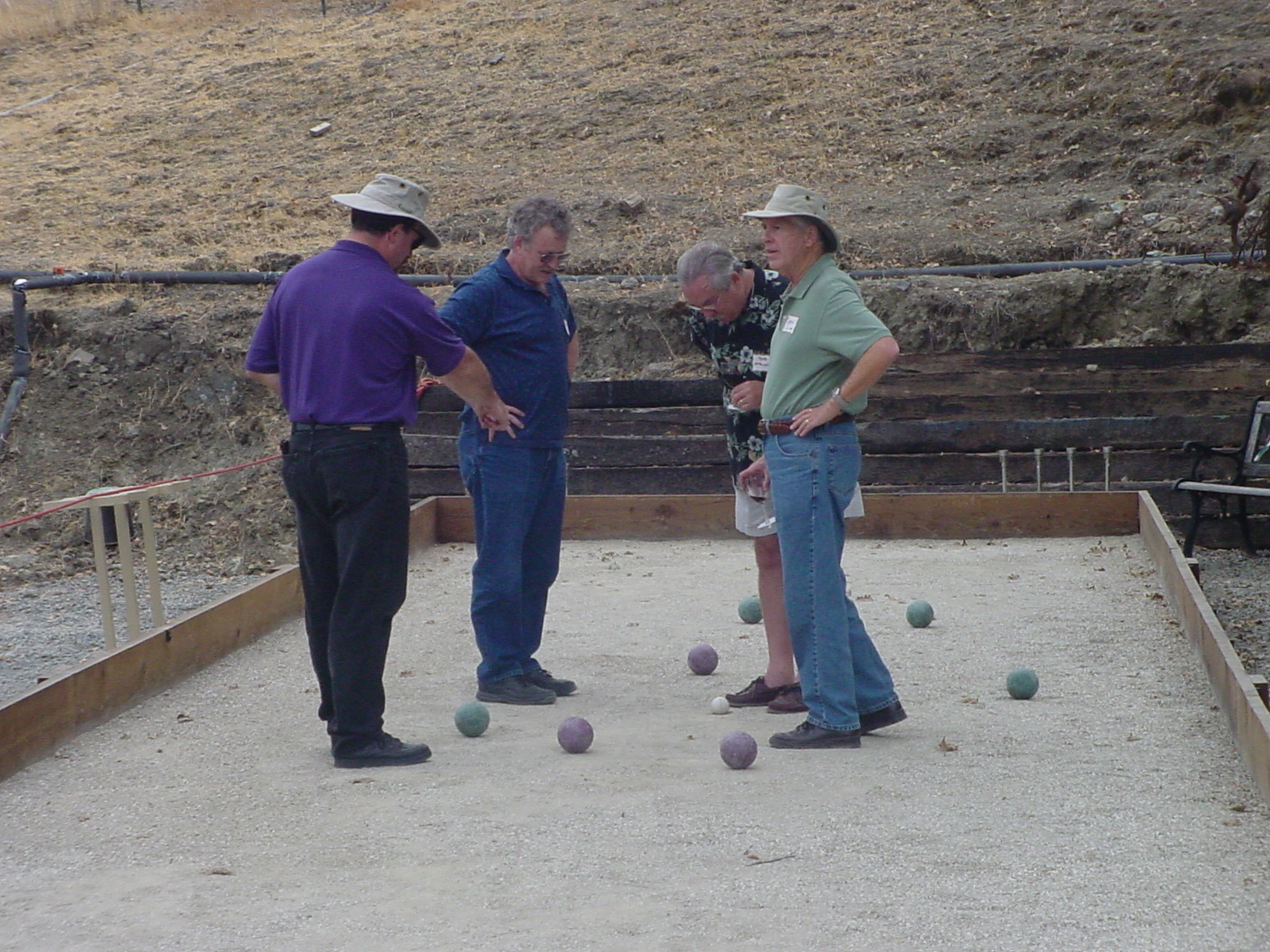
Gracze w bocce liczący zdobyte punkty

Bocce (lub bocci, boccie) – dyscyplina sportu ściśle związana z pétanque, bowls, grą prowansalską pochodzącą z gry granej w starożytnym Imperium rzymskim. Gra rozwinęła się do swojej aktualnej formy we Włoszech, jest ona znana w całej Europie a także w krajach zamorskich, gdzie przebywali włoscy imigranci, m.in. Australia, Ameryka Północna i Ameryka Południowa (gdzie jest znana jako bochas; bolas criollas w Wenezueli), pierwotnie uprawiana przez imigrantów, ale wkrótce zaczęła się rozprzestrzeniać wśród ich potomków i mieszkańców danych terenów. Gra jest też bardzo znana w Chorwacji jako boćanje, bućanje, lub balote, w zależności od regionu.

## Zasady rozgrywki
Przeciętne wymiary boiska to 20-27 m długości i 2,5-4 m szerokości, czasami z drewnianymi belkami o wysokości ok. 15 cm odgradzającymi boisko.
Kule mogą być wykonane z metalu, drewna, i różnych rodzajów plastiku. Inaczej niż w bowls, kule do bocce mają kształt sfery i nie mają wbudowanych obciążeń.
Mecz rozgrywają między sobą dwaj gracze, dwie drużyny dwuosobowe, trzyosobowe lub czteroosobowe. Partię rozpoczyna losowo wybrana drużyna wyrzuceniem mniejszej kuli (świnki, zwanej pallino, pill, bolus, lub boccino w niektórych regionach), z jednego końca boiska do obszaru o długości 5 m do przeciwległego końca boiska. Jeżeli drużyna dwukrotnie nie umieści małej kuli w odpowiednim miejscu, drużyna przeciwna ma prawo położyć ją w dowolnym miejscu w wyznaczonym obszarze. Następnie drużyna, która jako pierwsza rzucała małą kulą wyrzuca swoją kulę. Drużyna przeciwna rzuca swoje kule do momentu, w którym jej kula będzie najlepsza, lub do momentu, w którym wyrzuciła ona swoje cztery kule. Punkty otrzymuje drużyna, której kula znajduje się najbliżej małej. Liczba punktów zdobytych w danej partii równa się liczbie kul lepszych od najbliższej kuli przeciwnika. Gra toczy się zwykle (w zależności od regionu) do 11, 12 lub 13 zdobytych punktów.

## Zawodnicy
Najsłynniejszym graczem w bocce jest Umberto Granaglia, który uzyskał nagrodę Gracza XX wieku Confederation Mondiale des Sport de Boules. Granaglia zdecydowanie przodował w Volo, najtrudniejszym technicznie wariancie gry.